# Кубенский, Иван Иванович
Князь Иван Иванович Кубенский (ум. 21 июля 1546) — русский государственный и военный деятель, воевода, дворецкий, кравчий и боярин во времена правления Василия III Ивановича и Ивана IV Васильевича Грозного.
Из княжеского рода Кубенские. Младший сын князя Ивана Семёновича Кубенского Большого и Ульяны Андреевны, дочери углицкого князя Андрея Васильевича Старшего, брата Ивана III. По материнской линии — двоюродный племянник великого князя московского Василия Ивановича.
Имел старшего брата, боярина, князя Михаила Ивановича Кубенского.

## Биография
В апреле 1518 года, будучи «сыном боярским», упоминается при приёме императорского посла Ф. де Колло. В 1524 году назначен великокняжеским дворецким. Возможно, в 1524 году участвовал вместе со своим братом Михаилом в неудачном военном походе русского войска на Казанское ханство. В августе 1524 года ему докладывались поземельные споры. В феврале, мае, июле и сентябре 1525 года ему докладывались разъезды земель, а в июне 1525 года он подписывает жалованные грамоты.
В декабре 1526 года  сопровождал великого князя московского Василия Ивановича в его поездке в Тихвин. В этом же году на бракосочетании великого князя Василия III с княжною Еленой Васильевной Глинской вино в склянице к венчанию в церковь нёс. В 1531 году пожалован в кравчие. В 1533 году, в предсмертные дни Василия III Ивановича князь Иван Иванович Кубенский был среди близких к великому князю, подписал седьмым духовную грамоту великого князя. В сентябре 1534 года ездил четвёртым на царское богомолье в Троице-Сергиев монастырь, в этом же году, по роспуску больших воевод, второй воевода на Угре. В 1536 году второй воевода на Угре.
В 1536, 1537 и 1538 годах сопровождал правительницу и вдовствующую великую княгиню Елену Васильевну Глинскую в её поездках по монастырям. В 1541 году получил боярство. В 1542 году участвовал в заговоре князей Шуйских против правителя, боярина князя Ивана Фёдоровича Бельского. В 1543 году после падения Шуйских заключен в темницу. Через пять месяцев был освобожден из заключения, но вскоре вновь попал в царскую опалу.
В 1543 году первый воевода, командовал большим полком во Владимире с связи с угрозой нападения казанских татар. В этом же году, в апреле и мае, обедал с Государем. В марте 1544 года второй воевода седьмого Большого полка в Казанском походе.  В 1546 году назначен вторым воеводой большого полка под Коломной. Летом того же 1546 года по ложному доносу дьяка В. Захарова бояре Иван Иванович Кубенский и Фёдор Семенович Воронцов, обвиненные в подстрекательству к бунту новгородских пищальников, были казнены по приказу великого князя Ивана IV Васильевича.
Женат на Анне Ивановне, дочери князя Ивана Михайловича Воротынского, брак бездетный.
Погребен в подклете собора Новодевичьего монастыря.

## Критика
В исторических документах имеются расхождения о пожалование в чины и дате смерти. В Российской родословной книге А.Б. Лобанова-Ростовского отмечено: в 1530-1534 годах — кравчий, пожалование в дворецкие и боярство — 1535 год. Этот же год указан и у В.Н. Берх.
В родословной книге М.Г. Спиридова — пожалование в дворецкие и бояре отмечено 1535 годом. В данном историческом исследовании даны также его дальнейшие службы: В апреле 1549 года второй воевода двенадцатого Большого полка в шведском походе.  В 1551 году воевода в первом Большом полку в походе к Полоцку. Дата смерти отмечена — 21 июля 1556 года, и погребён в Москве в Новодевичьем монастыре.
В родословной книге из собрании М.А. Оболенского, в поколенной росписи поданной в 1682 году в Палату родословных дел указано, что казнён Иваном Грозным, но год не указывается. В синодике опальных Ивана Грозного, его имя — отсутствует.